# Gwendoline (opera)

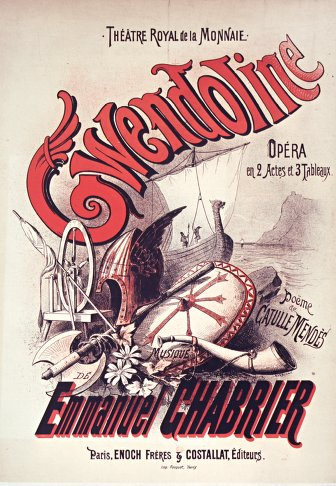
Affiche voor Gwendoline uit 1886

Gwendoline is een opera in twee akten gecomponeerd door de Franse componist Emmanuel Chabrier.
Het werk maakt gebruik van een libretto van Catulle Mendès. De creatie van deze opera vond plaats op 10 april 1886 in de koninklijke Muntschouwburg in Brussel. Latere opvoeringen volgden in Karlsruhe in 1889, Leipzig in 1890 en in Lyon en Parijs in 1893. Gwendoline was Chabriers eerste poging tot het schrijven van een dramatische opera naar de stijl van Richard Wagner.

## Rolverdeling
| Rol        | Stem    | Premièrezanger 10 april 1886 (dirigent: Joseph Dupont) |
| ---------- | ------- | ------------------------------------------------------ |
| Gwendoline | sopraan | Élisa-Eugénie Thuringer                                |
| Armel      | tenor   | Pierre-Émile Engel                                     |
| Erick      | tenor   | Franklin                                               |
| Aella      | bariton | Gustave Seuille                                        |
| Harald     | bariton | Charles Bérardi                                        |
| Een Deen   | bas     | Onbekend                                               |

## Synopsis

### Eerste akte
Het Saksische dorp, gelegen in een vallei dicht bij de zee
De Saksische dorpelingen maken zich klaar voor een nieuwe dag. Gwendoline waarschuwt haar vader Armel, de leider van het Saksische dorp, over de Deense piraten die het dorp bedreigen. Nadat de dorpelingen het podium verlaten hebben, vertelt Gwendoline over haar visioen waarin zij weggesleurd werd door een Deense plunderaar. Plotseling keren de Saksische mannen terug: zij werden namelijk het slachtoffer van een onverwachte aanval door de Deense piraten onder leiding van Harald. Harald bedreigt Armel met de dood, maar Gwendoline komt echter tussen beiden en smeekt voor het leven van haar vader. Als betoverd door haar schoonheid, beveelt Harald iedereen om weg te gaan. Gwendoline slaagt er al zingend in om de Deense kaper te kalmeren en haar te vergezellen aan het spinnewiel. Harald vraagt Armel ten slotte om de hand van Gwendoline: Armel stemt toe, maar verzekert zijn dorpelingen dat hun wraak het huwelijksfeest zal opvolgen. De twee geliefden hernemen hun spinnewiellied, waarna het eerste deel van de opera tot zijn einde komt.

### Tweede akte
De bruidskamer
De tweede akte opent op een koor dat de huwelijksprocessie bezingt. Tijdens deze optocht beraamt Armel samen met Aella en Erick een plan om de wapens van de Denen te stelen en hun schepen in brand te steken. Gwendoline en Harald komen vervolgens op, waarna Armel hun huwelijk inzegent. Armel stopt Gwendoline echter een dolk toe om Harald neer te steken tijdens de huwelijksnacht. Eens alleen met haar nieuwe echtgenoot, spoort Gwendoline Harald aan om te vluchten. Vluchten wil hij echter niet, waarop zij samen een passioneel duet zingen, maar ze worden onderbroken door het geroep van de Deense piraten die vechten voor hun leven. Harald wil naar zijn kompanen toe en Gwendoline geeft hem haar vaders dolk en zweert hem dat zij hem zal vergezellen in het hiernamaals.
Een rotsachtig ravijn aan de zee met Deense schepen op de achtergrond
De Denen worden afgeslacht. Harald is dodelijk gewond en leunt tegen een boom aan. Hij wordt neergestoken door Armel, waarna Gwendoline de dolk uit zijn handen trekt en zichzelf op Wagneriaanse wijze neersteekt.

## Opnamen
- Gwendoline Adriana Kohútková, Didier Henry, Gérard Garino, Brno Czech National Philharmonic Male Choir, Slovak National Philharmonic Choir, Slovak National Philharmonic Orchestra, gedirigeerd door Jean-Paul Penin (L'Empreinte Digitale, 1999).